# Château du Sart
Le château du Sart est un château situé dans le quartier Sart-Babylone, à Villeneuve-d'Ascq.

## Historique

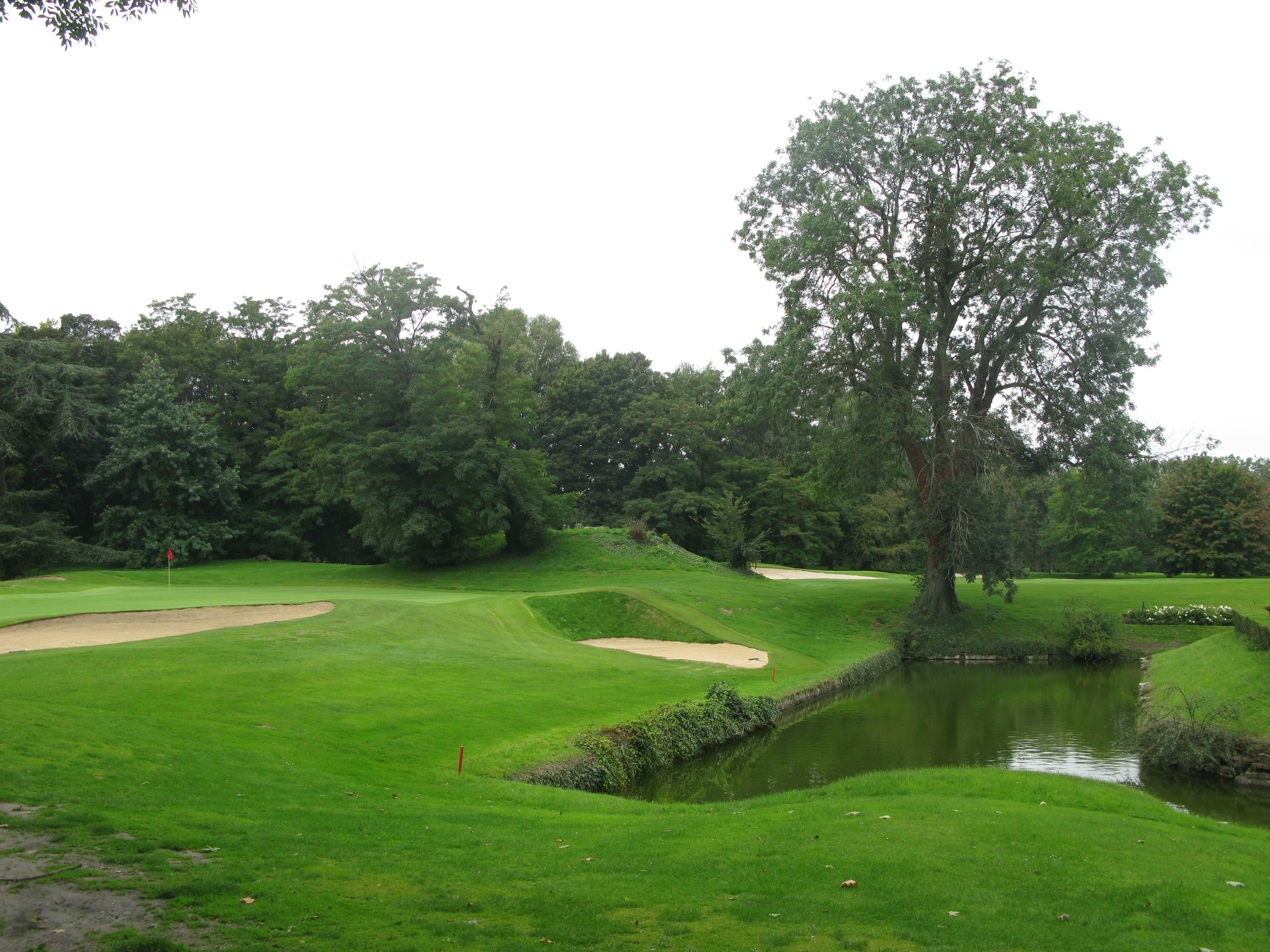
Golf dans le parc du château

Dès le XIIIe siècle est signalé un manoir au lieu-dit Le Sart dans un acte de vente consigné parmi les titres de l'Abbaye de Loos.
En 1740 le château est construit. Il sera très rarement habité par ses propriétaires,la famille de Fourmestraux.
Le parc du château est aménagé en un golf de 18 trous et dont le château accueille un Club House. En effet, en 1908, Gaston Le Blanc, achète un terrain sur Wasquehal où se trouve le Fort de Wasquehal et le 13 octobre 1910, l'association de Golf du Sart est créée.

## Collections
Le château a abrité la très riche bibliothèque de la famille Van der Cruisse de Waziers, qui a été détruite pendant la Première Guerre mondiale par les allemands.
Dans la cour de la ferme adjacente qui dépendait du Château, on trouve un pigeonnier de 1761, construit selon le modèle préconisé par Diderot et d’Alembert dans leur Encyclopédie. Inscrit à l'inventaire supplémentaire des monuments historiques depuis 1988, il a été restauré en 2007 et compte 1109 boulins.

## Galerie

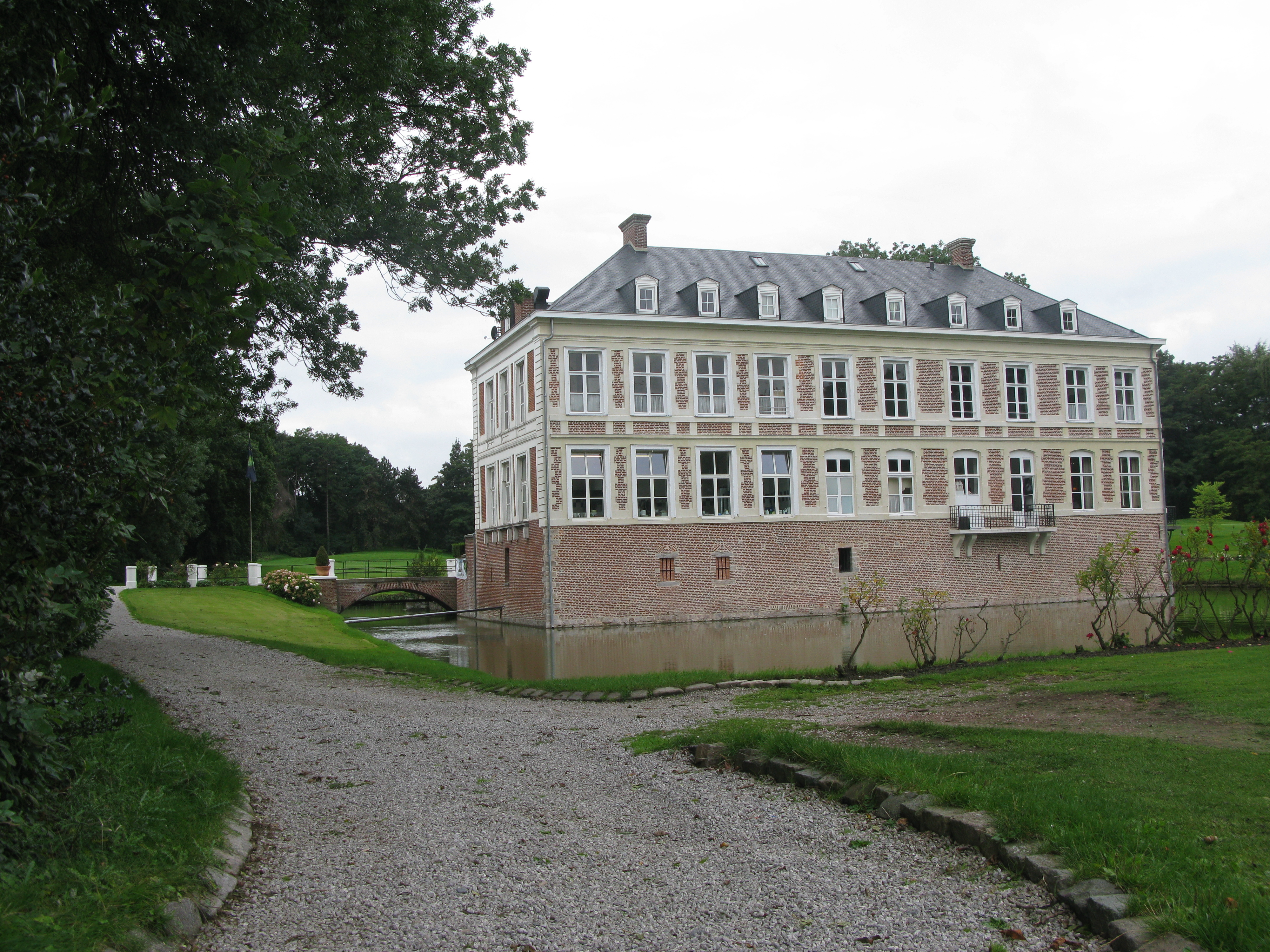
Façade sud
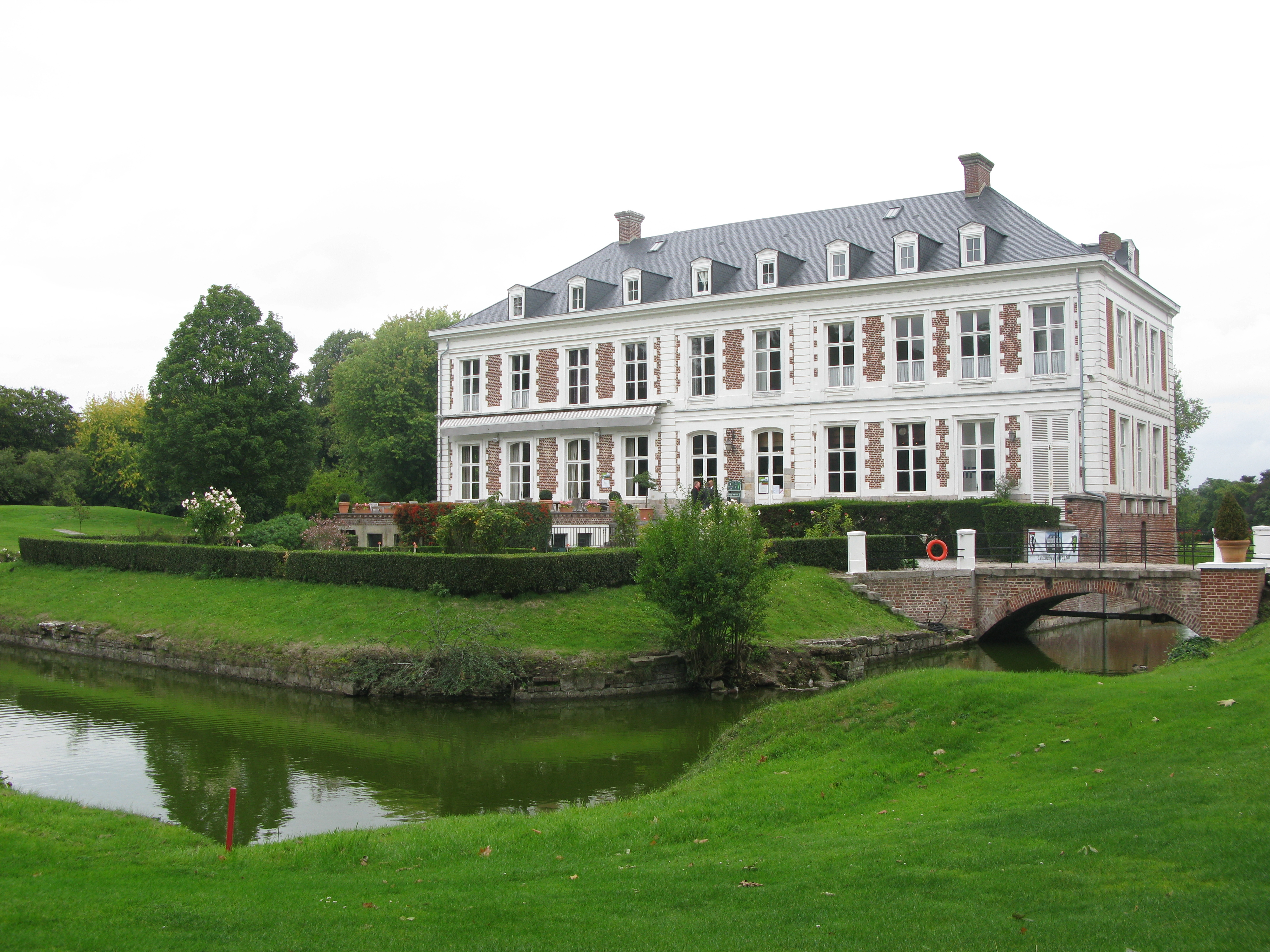
Façade nord
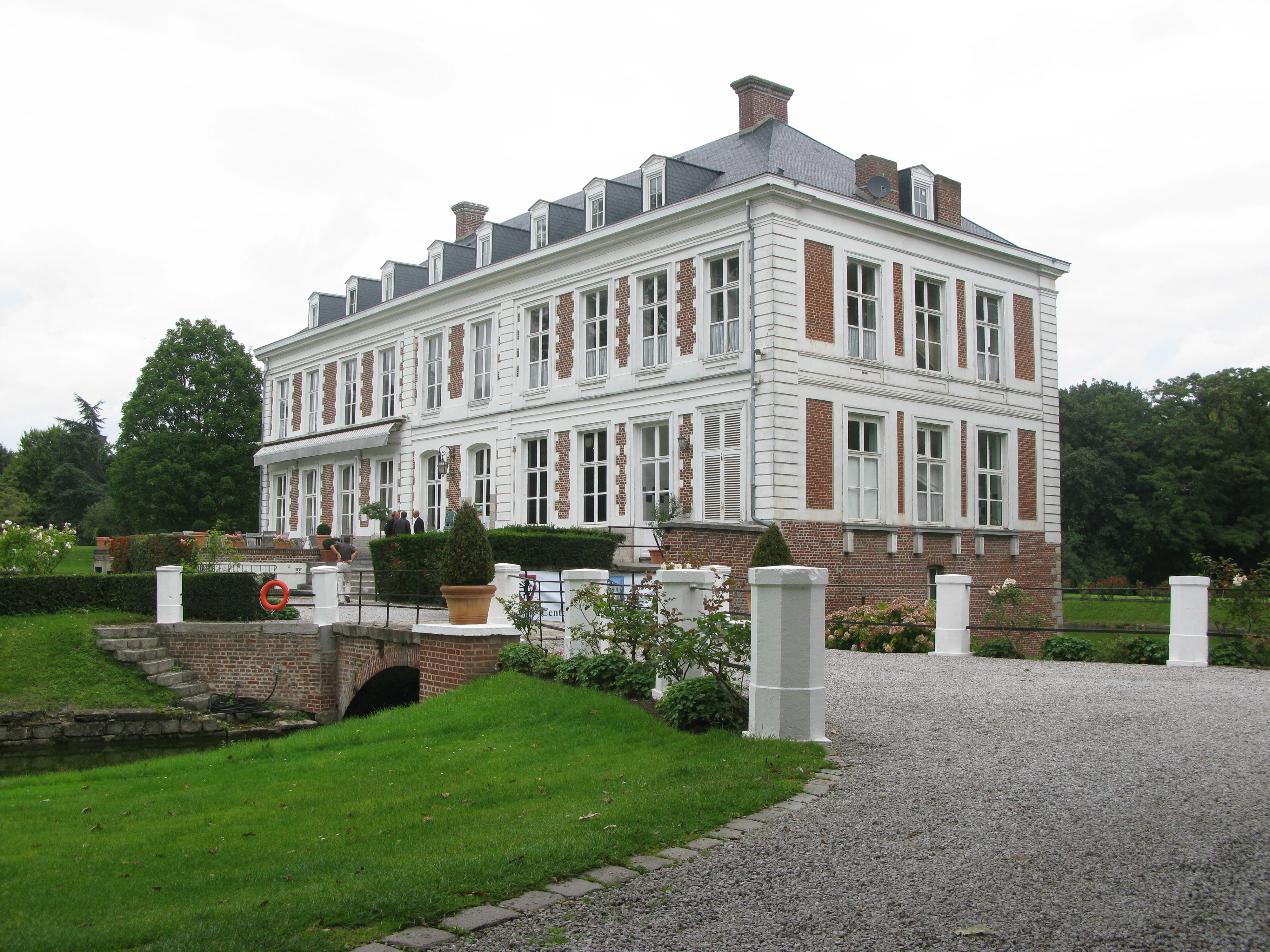
Façades nord et est
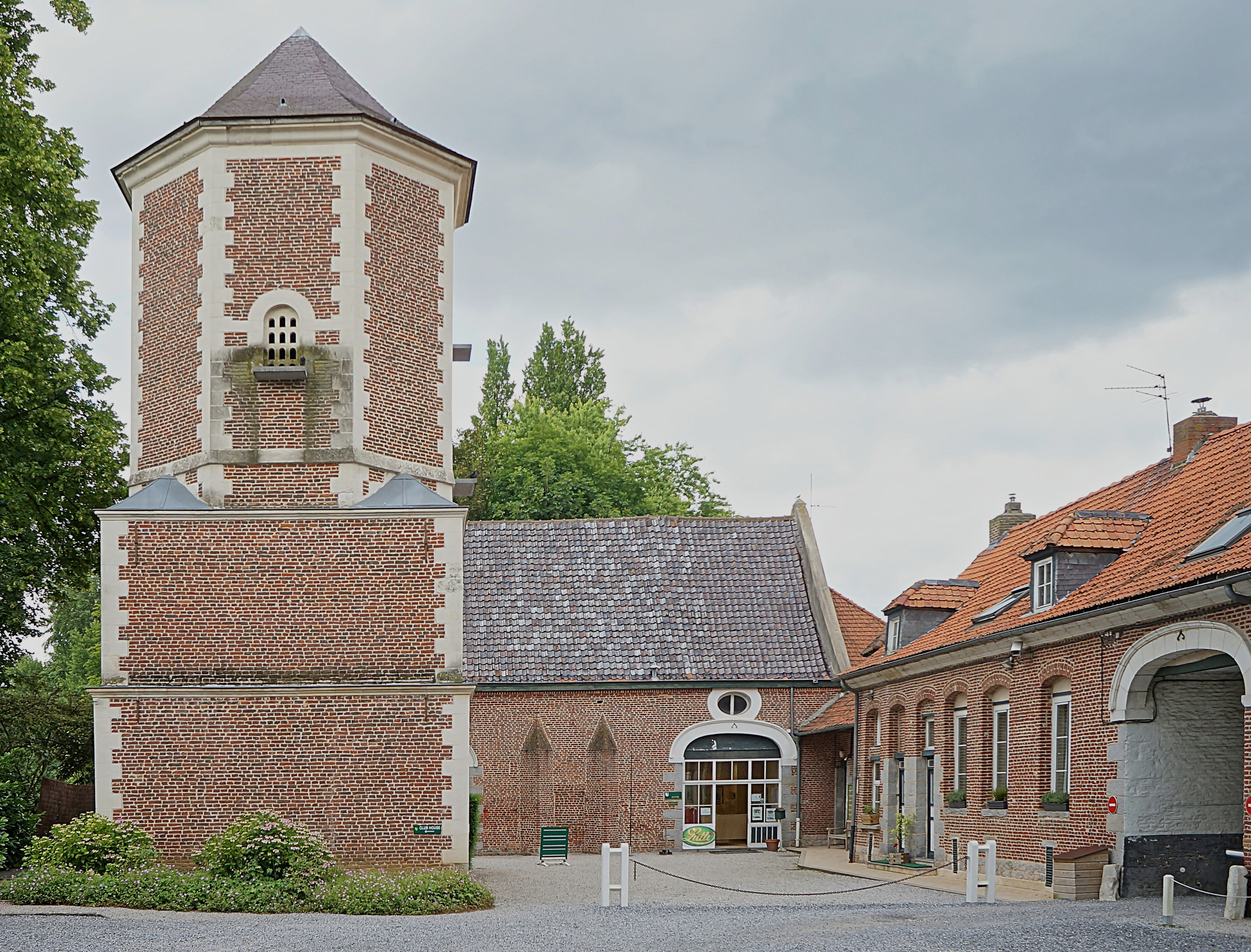
Pigeonnier inscrit au titre des Monuments historiques.